# Nyctibatrachus sanctipalustris
Nyctibatrachus sanctipalustris är en groddjursart som beskrevs av Rao 1920. Nyctibatrachus sanctipalustris ingår i släktet Nyctibatrachus och familjen Nyctibatrachidae. IUCN kategoriserar arten globalt som starkt hotad. Inga underarter finns listade i Catalogue of Life.